# Daniel Williams
Daniel Williams (Karlsruhe, 8 maart 1989) is een Amerikaans voetballer geboren in Duitsland. Hij tekende in juli 2017 een contract voor twee seizoenen bij Huddersfield Town, dat hem transfervrij overnam van Reading.

## Cluboverzicht
| Seizoen | Club                | Competitie       | Weds | Goals |
| ------- | ------------------- | ---------------- | ---- | ----- |
| 2008/09 | SC Freiburg II      | Regionalliga Süd | 33   | 2     |
| 2009/10 | SC Freiburg II      | Regionalliga Süd | 21   | 2     |
| 2009/10 | SC Freiburg         | Bundesliga       | 6    | 0     |
| 2010/11 | SC Freiburg II      | Regionalliga Süd | 6    | 0     |
| 2010/11 | SC Freiburg         | Bundesliga       | 7    | 0     |
| 2011/12 | SC Freiburg         | Bundesliga       | 1    | 0     |
| 2011/12 | TSG 1899 Hoffenheim | Bundesliga       | 24   | 0     |
| 2012/13 | TSG 1899 Hoffenheim | Bundesliga       | 21   | 1     |
| 2013/14 | Reading             | The Championship | 30   | 3     |
| 2014/15 | Reading             | The Championship | 25   | 1     |
| 2015/16 | Reading             | The Championship | 39   | 5     |
| 2016/17 | Reading             | The Championship | 44   | 4     |
|         |                     | Totaal           | 257  | 18    |

1 Nicholls ·
2 Sørensen ·
3 Ruffels ·
4 Pearson ·
5 Helik ·
6 Hogg  ·
7 Marshall ·
8 Wiles ·
9 Radulovic ·
10 Koroma ·
11 Healey ·
12 Maxwell ·
13 Chapman ·
14 Miller ·
15 Headley ·
16 Kane ·
17 Spencer ·
18 Kasumu ·
19 Ladapo ·
20 Turton ·
21 Evans ·
23 Lonwijk ·
24 Balker ·
25 Ward ·
28 Iorpenda ·
32 Lees ·
41 Hodge ·
Ayina ·
Coach: Duff